# Prey Ta Ei
Prey Ta Ei es una comuna (khum) del distrito de Svay Teab, en la provincia de Svay Rieng, Camboya. En marzo de 2008 tenía una población estimada de 3031 habitantes.
Se encuentra ubicada al sur del país, en la llanura camboyana que se adentra al delta del Mekong en Vietnam.